# Teberdinia
Teberdinia är ett släkte av svampar. Teberdinia ingår i familjen Pseudeurotiaceae, klassen Dothideomycetes, divisionen sporsäcksvampar och riket svampar.
|            | Pleuroascus                             |
|            |                                         |
|            | Pseudogymnoascus                        |
|            |                                         |
|            | Connersia                               |
|            |                                         |
|            | Pseudeurotium                           |
|            |                                         |
| Teberdinia | \| \| Teberdinia hygrophila \| \| \| \| |
|            | \| \| Teberdinia hygrophila \| \| \| \| |
|            | Leuconeurospora                         |
|            |                                         |
|            | Teberdinia hygrophila                   |
|            |                                         |

|  | Teberdinia hygrophila |
|  |                       |